# Riolunato
Riolunato ist eine italienische Gemeinde (comune) mit 669 Einwohnern (Stand 31. Dezember 2023) in der Provinz Modena in der Emilia-Romagna.

## Geografie
Die Gemeinde liegt etwa 45 Kilometer südsüdwestlich von Modena am Monte Cimone im Parco regionale dell’Alto Appennino Modenese und gehört zur Comunità Montana del Frignano.

## Gemeindepartnerschaft
Riolanato unterhält eine Partnerschaft mit der Gemeinde Tórshavn auf den Färöer-Inseln.

## Verkehr
Durch die Gemeinde führen die Strada Statale 12 dell’Abetone e del Brennero von Pisa zum Brennerpass und die frühere Strada Statale 324 del Passo delle Radici (heute eine Provinzstraße) von Silla nach Castelnuovo di Garfagnana.